# Schiedeella dendroneura
Schiedeella dendroneura là một loài thực vật có hoa trong họ Lan. Loài này được (Sheviak & Bye) Burns-Bal. miêu tả khoa học đầu tiên năm 1986.